# Ablabesmyia mallochi
Ablabesmyia mallochi es una especie de insecto díptero. Fue descrito por primera vez en 1925 por Walley. 
Pertenece al género Ablabesmyia, familia Chironomidae.

## Distribución
Se distribuye desde Alberta a Nuevo Brunswick, California y Florida.